# SignalR
SignalR은 마이크로소프트 ASP.NET용 자유 및 오픈 소스 소프트웨어 라이브러리로, 서버 코드가 클라이언트 측 웹 애플리케이션에 비동기 알림을 보낼 수 있게 한다. 이 라이브러리에는 서버 측 및 클라이언트 측 자바스크립트 구성 요소가 포함되어 있다.

## 상세 정보
ASP.NET SignalR은 ASP.NET 개발자가 애플리케이션에 실시간 웹 기능을 추가할 수 있게 해주는 라이브러리이다. 실시간 웹 기능이란 서버 측 코드가 연결된 클라이언트에 발생하는 내용을 실시간으로 푸시할 수 있는 기능을 말한다.
SignalR은 여러 전송 방식을 활용하며, 클라이언트와 서버의 기능에 따라 사용 가능한 최상의 전송 방식을 자동으로 선택한다. SignalR은 브라우저와 서버 간의 양방향 통신을 가능하게 하는 HTML5 API인 웹소켓을 활용한다. SignalR은 웹소켓을 사용할 수 있을 때는 내부적으로 웹소켓을 사용하며, 사용할 수 없을 때는 다른 기술로 자동으로 전환하지만 애플리케이션 코드는 동일하게 유지된다.
SignalR은 또한 ASP.NET 애플리케이션에서 서버-클라이언트 RPC (서버 측 닷넷 코드에서 클라이언트 브라우저의 자바스크립트 함수 호출)를 수행하기 위한 간단하고 상위 수준의 API를 제공하며, 연결/연결 해제 이벤트, 연결 그룹화, 인증과 같은 유용한 관리 훅을 추가한다.

## 같이 보기
- 블레이저 (웹 프레임워크)
- Socket.IO

## 추가 읽을거리
- Aguilar, Jose M. (2014). 《SignalR Programming in Microsoft ASP.NET》. 마이크로소프트 프레스. ISBN 978-0735683884.
- Vespa, Roberto (2014). 《SignalR Realtime Application Cookbook》. Packt Publishing. ISBN 978-1783285952.